# Money in the Bank 2018
Money in the Bank 2018 è stata la nona edizione dell'omonimo evento in pay-per-view prodotto annualmente dalla WWE. L'evento si è svolto il 17 giugno 2018 all'Allstate Arena di Rosemont (Illinois).

## Storyline
In quest'edizione dell'evento, il Money in the Bank Ladder match vedrà la partecipazione sia degli atleti di Raw che di quelli di SmackDown. Il vincitore e la vincitrice della valigetta potranno ottenere un'opportunità titolata al titolo massimo del loro roster di appartenenza (in questo caso l'Universal Championship per gli uomini e il Raw Women's Championship per le donne per il roster di Raw e il WWE Championship per gli uomini e lo SmackDown Women's Championship per le donne per il roster di SmackDown). A differenza delle precedenti versioni dei primi anni, però, il Money in the Bank potrà essere incassato solo per il titolo principale del proprio roster di appartenenza.
Nella puntata di Raw del 7 maggio si sono svolti i primi tre incontri per determinare i primi partecipanti per il Money in the Bank Ladder match maschile e per quello femminile. Per quanto riguarda l'ambito maschile, i primi due a qualificarsi sono stati Braun Strowman, il quale ha sconfitto Kevin Owens in un match singolo, e Finn Bálor, che ha vinto un Triple Threat match contro Roman Reigns e Sami Zayn. Per l'ambito femminile, invece, la prima donna a qualificarsi è stata Ember Moon, la quale ha sconfitto Ruby Riott e Sasha Banks in un Triple Threat match. Nella puntata di SmackDown dell'8 maggio, invece, si sono qualificati The Miz e Rusev (i quali hanno sconfitto rispettivamente lo United States Champion Jeff Hardy e Daniel Bryan) per gli uomini e Charlotte Flair (che ha sconfitto Peyton Royce) per le donne. Nella puntata di Raw del 14 maggio si sono qualificati Bobby Roode (il quale ha sconfitto Baron Corbin e No Way Jose) e Kevin Owens (in quale ha sconfitto Bobby Lashley e Elias) per i maschi mentre Alexa Bliss ha sconfitto Bayley e Mickie James, qualificandosi per l'ambito femminile. Nella puntata di SmackDown del 15 maggio il New Day (rappresentato da Big E e Woods) ha sconfitto Cesaro e Sheamus, guadagnando il diritto di far inserire uno dei suoi tre membri nel Money in the Bank Ladder match, mentre Becky Lynch si è qualificata sconfiggendo Mandy Rose e Sonya Deville. Nella puntata di Raw del 21 maggio Natalya si è qualificata per il Money in the Bank Ladder match vincendo un Fatal 4-Way match che includeva anche Dana Brooke, Liv Morgan e Sarah Logan, mentre nella puntata di SmackDown del 22 maggio Lana e Naomi si sono qualificate sconfiggendo rispettivamente Billie Kay e Sonya Deville. Nella puntata di Raw del 28 maggio Sasha Banks è stata l'ultima donna a qualificarsi per il match, vincendo un Gauntlet match eliminando per ultima Ruby Riott. Nella puntata di SmackDown del 29 maggio Samoa Joe ha ottenuto l'ultimo posto nel Money in the Bank Ladder match maschile vincendo un Triple Threat match che includeva anche Big Cass e Daniel Bryan.
Il 14 maggio la WWE ha annunciato, tramite il suo account Twitter, che Nia Jax difenderà il Raw Women's Championship contro Ronda Rousey a Money in the Bank.
Nella puntata di SmackDown del 15 maggio la General Manager Paige ha interrotto la "Mellabration" della SmackDown Women's Champion Carmella, annunciando che per Money in the Bank ella dovrò difendere il suo SmackDown Women's Championship contro Asuka.
Nella puntata di Raw del 7 maggio Jinder Mahal è intervenuto a sfavore di Roman Reigns nel Triple Threat match di qualificazione al Money in the Bank Ladder match che includeva anche Sami Zayn e Finn Bálor (con la vittoria di quest'ultimo). Nella puntata di Raw del 14 maggio Reigns ha brutalmente attaccato Mahal nel backstage, colpendolo con una Spear contro un muro di compensato. Nella puntata di Raw del 22 maggio Roman Reigns e l'Intercontinental Champion Seth Rollins hanno sconfitto Jinder Mahal e Kevin Owens. Quella sera stessa, infine, è stato sancito un match fra i due a Money in the Bank.
Nella puntata di SmackDown del 22 maggio Luke Gallows e Karl Anderson hanno sconfitto gli Usos, guadagnando la possibilità di sfidare i Bludgeon Brothers per lo SmackDown Tag Team Championship a Money in the Bank.
Nella puntata di Raw del 23 aprile Bobby Lashley e Braun Strowman hanno sconfitto Kevin Owens e Sami Zayn; lo stesso è avvenuto il 6 maggio a Backlash. Nella puntata di Raw del 7 maggio Lashley, durante un'intervista con Renee Young, ha parlato della sua famiglia. Nella puntata di Raw del 21 maggio Zayn ha fatto un promo con le "sorelle" di Lashley, deridendolo, salvo poi venir messo in fuga dallo stesso Lashley. La settimana successiva, il 28 maggio, è stato annunciato un match fra i due per Money in the Bank.
Nella puntata di Raw del 28 maggio Seth Rollins è stato sconfitto da Jinder Mahal per squalifica, ma ha comunque mantenuto l'Intercontinental Championship; nel post match, tuttavia, Rollins è stato brutalmente attaccato da Elias con la sua chitarra per aver interrotto la sua esibizione canora poco prima dell'incontro. Un match fra Rollins ed Elias per l'Intercontinental Championship è stato dunque sancito per Money in the Bank.
Il 6 maggio, a Backlash, Daniel Bryan ha sconfitto Big Cass. Nella puntata di SmackDown del 29 maggio Bryan e Cass hanno preso parte ad un Triple Threat match di qualificazione al Money in the Bank che includeva anche Samoa Joe, ed è stato quest'ultimo a vincere la contesa; nel finale del match, Cass ha brutalmente attaccato Bryan. Una rivincita fra Bryan e Cass è stata annunciata per Money in the Bank.
L'8 aprile, a WrestleMania 34, AJ Styles ha difeso con successo il WWE Championship contro Shinsuke Nakamura; nel post match, tuttavia, Nakamura ha effettuato un turn heel colpendo Styles nelle parti basse. Il 27 aprile, a Greatest Royal Rumble, il match tra Styles e Nakamura per il WWE Championship è terminato in doppio count-out. Il 6 maggio, a Backlash, il No Disqualification match tra i due è terminato con un no-contest; dunque Styles ha mantenuto ancora il titolo. Dato ciò, il 14 maggio, il Commissioner di SmackDown Shane McMahon ha annunciato che Styles difenderà ancora una volta il WWE Championship contro Nakamura a Money in the Bank. Nella puntata di SmackDown del 15 maggio Nakamura ha sconfitto Styles, potendo dunque scegliere la stipulazione speciale del loro match a Money in the Bank. La settimana successiva, Nakamura ha annunciato di aver scelto la stipulazione per il suo match contro Styles: un Last Man Standing match.

### Qualificazioni al Women's Money in the Bank Ladder match
Le qualificazioni al Women's Money in the Bank Ladder match si sono svolte a partire dalla puntata di Raw del 7 maggio 2018.
| # | Incontri                                                                     | Stipulazioni        |
| - | ---------------------------------------------------------------------------- | ------------------- |
| 1 | Ember Moon ha sconfitto Ruby Riott e Sasha Banks                             | Triple Threat match |
| 2 | Charlotte Flair ha sconfitto Peyton Royce per sottomissione                  | Single match        |
| 3 | Alexa Bliss ha sconfitto Bayley e Mickie James                               | Triple Threat match |
| 4 | Becky Lynch ha sconfitto Mandy Rose e Sonya Deville per sottomissione        | Triple Threat match |
| 5 | Natalya ha sconfitto Dana Brooke, Liv Morgan e Sarah Logan per sottomissione | Fatal 4-Way match   |
| 6 | Lana ha sconfitto Billie Kay                                                 | Single match        |
| 7 | Naomi ha sconfitto Sonya Deville                                             | Single match        |
| 8 | Sasha Banks ha vinto eliminando per ultima Ruby Riott                        | Gauntlet match      |

### Qualificazioni al Money in the Bank Ladder match
Le qualificazioni al Money in the Bank Ladder match si sono svolte a partire dalla puntata di Raw del 7 maggio 2018.
| # | Incontri                                            | Stipulazioni        |
| - | --------------------------------------------------- | ------------------- |
| 1 | Braun Strowman ha sconfitto Kevin Owens             | Single match        |
| 2 | Finn Bálor ha sconfitto Roman Reigns e Sami Zayn    | Triple Threat match |
| 3 | The Miz ha sconfitto Jeff Hardy                     | Single match        |
| 4 | Rusev ha sconfitto Daniel Bryan                     | Single match        |
| 5 | Bobby Roode ha sconfitto Baron Corbin e No Way Jose | Triple Threat match |
| 6 | Kevin Owens ha sconfitto Bobby Lashley e Elias      | Triple Threat match |
| 7 | Il New Day ha sconfitto il Bar                      | Tag Team match      |
| 8 | Samoa Joe ha sconfitto Big Cass e Daniel Bryan      | Triple Threat match |

## Risultati
| #       | Incontri | Stipulazioni                                                                                   | Durata |
| ------- | --- | ---------------------------------------------------------------------------------------------- | ------ |
| Kickoff | I Bludgeon Brothers (c) hanno sconfitto Karl Anderson e Luke Gallows                                        | Tag team match per il WWE SmackDown Tag Team Championship                                      | 07:00  |
| 1       | Daniel Bryan ha sconfitto Big Cass per sottomissione                                                        | Single match                                                                                   | 16:20  |
| 2       | Bobby Lashley ha sconfitto Sami Zayn                                                                        | Single match                                                                                   | 06:35  |
| 3       | Seth Rollins (c) ha sconfitto Elias                                                                         | Single match per il WWE Intercontinental Championship                                          | 17:00  |
| 4       | Alexa Bliss ha sconfitto Becky Lynch, Charlotte Flair, Ember Moon, Lana, Naomi, Natalya e Sasha Banks       | Women's money in the bank ladder match                                                         | 18:30  |
| 5       | Roman Reigns ha sconfitto Jinder Mahal (con Sunil Singh)                                                    | Single match                                                                                   | 15:40  |
| 6       | Carmella (c) ha sconfitto Asuka                                                                             | Single match per il WWE SmackDown Women's Championship                                         | 11:10  |
| 7       | AJ Styles (c) ha sconfitto Shinsuke Nakamura                                                                | Last man standing match per il WWE Championship                                                | 31:15  |
| 8       | Ronda Rousey ha sconfitto Nia Jax (c) per squalifica                                                        | Single match per il WWE Raw Women's Championship                                               | 11:05  |
| 9       | Alexa Bliss ha sconfitto Nia Jax (c)                                                                        | Single match per il WWE Raw Women's Championship Alexa Bliss ha incassato il Money in the Bank | 00:35  |
| 10      | Braun Strowman ha sconfitto Bobby Roode, Finn Bálor, Kevin Owens, Kofi Kingston, The Miz, Rusev e Samoa Joe | Money in the bank ladder match                                                                 | 20:00  |